# René Leduc (ingénieur)
Pour les articles homonymes, voir Leduc, René Leduc ou encore Leduc (avion) pour les avions de René Leduc.
René Leduc (24 avril 1898 - 9 mars 1968) est un ingénieur et constructeur d’avions français, à savoir les Leduc 010, 016, 021 et 022 développés par la société Leduc.

## Biographie

### Notice synthétique
René Henri Leduc naît le 24 avril 1898 à Saint-Germain-lès-Corbeil (Essonne). Il passe son enfance à Corbeil, interrompt ses études à quatorze ans pour travailler et devient successivement apprenti-mécanicien et commis de bureau dans une fonderie. Pendant la Première Guerre mondiale, il s’engage dans l’artillerie et participe aux combats. Il suit le peloton d’élève-officiers à Fontainebleau, dont il sort major.
Après la guerre, il s’inscrit à Supélec, dont il obtient le diplôme d’ingénieur, en y ayant développé son goût pour la thermodynamique et pour la résistance des matériaux. À partir de 1922, sa carrière d’ingénieur se développe. En 1922, il est sous-directeur d’une usine de cellulose à Wörgl, en Autriche. En 1924, il est ingénieur puis chef du bureau de calculs des ateliers Louis Breguet ; au cours de cette période, il soutient une thèse à la faculté des sciences de Paris en 1929, et il dépose son premier brevet, consacré au pulsoréacteur, en 1930. Le pulsoréacteur est le mode de propulsion que les Allemands appliqueront quinze ans plus tard sur leurs bombes volantes V1 à la fin de la Seconde Guerre mondiale pour bombarder l’Angleterre. En 1931, René Leduc entre à la Société Générale Aéronautique.
En 1933, après la disparition de la SGA, il prend une année sabbatique, durant laquelle il dépose son deuxième brevet, consacré à la tuyère thermopropulsive (appelée aussi statoréacteur), qui sera le dispositif propulsif de ses avions. L’année suivante, il est réembauché comme consultant par Louis Breguet, et reçoit son aide pour poursuivre des essais à échelle réduite de ce système propulsif. Les résultats des essais, assez prometteurs, convainquent le ministre de l’Air, Pierre Cot, de passer un marché pour la fabrication d’un prototype. Ce sera le Leduc 010, dont la presse se fait l’écho à partir de 1936 et dont la fabrication du premier prototype (01) commence en 1937.
Quand éclate la Seconde Guerre mondiale, l’avion n’est pas terminé. Lors de l’offensive allemande du printemps 1940, les ateliers et le prototype sont déplacés à Biarritz puis en zone libre, à Toulouse. Grâce à l’aide de Louis Breguet, la fabrication est maintenue à petit rythme dans l’usine de Montaudran, sans éveiller les soupçons des Allemands, pourtant intéressés par l’acquisition de la technologie.
Après la libération, René Leduc, dans le cadre de la société des avions Leduc créée à cette fin et bénéficiant de contrats de l’état, développe successivement trois prototypes d’avions :
- 1945-1949 — le Leduc 010 : reprise et achèvement de la construction du prototype (qui avait été mise en veille pendant la guerre), et premier vol thermopropulsé (première mondiale) en 1949 ; une version dérivée, le Leduc 016, sera transformée en 010 ;
- 1949-1956 — le Leduc 021 : deux exemplaires sont fabriqués, essayés et même présentés au salon du Bourget en 1955, avec une présentation en vol de l’un d’eux ;
- 1956-1958 — le Leduc 022 : de conception innovante par l’autonomie du décollage grâce à l’adjonction d’un turboréacteur, le prototype est soumis à des essais jusqu’en décembre 1957. Le 23 décembre, un début d’incendie de tuyère survient lors d’un essai de roulement au sol. Bien que l’appareil soit facile à réparer, ce sera le dernier essai des Leduc.

Début 1958, en raison d’une rationalisation de ses choix budgétaires, l’état abandonne plusieurs filières d’avions expérimentaux, dont les Leduc, et résilie les contrats correspondants. La société Leduc est liquidée. René Leduc se replie sur ses activités d’équipementier, dans le cadre d’une nouvelle société, Hydro Leduc, basée à Azerailles en Meurthe-et-Moselle.
Dix ans après l’arrêt de ses activités d’avionneur, René Leduc décède à Istres (Bouches-du-Rhône) le 9 mars 1968. Il est inhumé au cimetière d’Étiolles (Essonne).

### Chronologie

#### Jeunesse
1898 : Le 24 avril, naissance au château de Saint-Germain-lès-Corbeil, dans le département de l’Essonne. Enfance à Corbeil. Bon élève.
1912 : Il interrompt ses études et devient successivement apprenti-mécanicien — il répare des vélos dans le garage des frères Presles à Corbeil — puis commis de bureau aux Ateliers et Fonderies de Chantemerle, à Essonnes.
1916 : Il s’engage dans l’artillerie et participe aux combats en première ligne (Somme, Flandres, Belgique). Peloton d’officier à Fontainebleau : il sort major.
1920 : Démobilisé et voulant devenir ingénieur, il s’inscrit pour un an à l’École supérieure d'électricité (qui deviendra Supélec en 1987) et obtient le diplôme d’ingénieur. C’est là que se révèle son goût prononcé pour la thermodynamique et la résistance des matériaux.
1922 : Il est sous-directeur d’une usine de cellulose à Wörgl, en Autriche. Le 27 septembre, il épouse Suzanne Leroy (1901-1986), à Étiolles.

#### Les débuts dans l’aéronautique (1924-1940)
1924 : À la suite du décès de son père, René Leduc rentre en France et est embauché au bureau de calculs des ateliers Louis Breguet. Bureau et domicile à Vélizy-Villacoublay. Peu après, il prend la tête du bureau de calculs.
1926 : Travaille sur le Breguet 27, sesquiplan biplace d'observation.
1928 : Le 23 juin, naissance de son fils aîné, Gérard.
1929 : Le 14 juin, soutenance de sa thèse à la faculté des sciences de Paris, Contribution à l’Étude des Poutres Prismatiques, devant Gabriel Koenigs, Jean Villey et Henri Villat. Grâce à Albert Caquot, la thèse est publiée par le Ministère de l’Air. Il est reçu avec la mention « très honorable ».
1930 : Le 4 février, dépôt de son premier brevet, pour un propulseur à réactions intermittentes.
1931 : Il rejoint la Société Générale Aéronautique. Il habite au Vésinet. Le 15 août, naissance de Michel, son deuxième fils.
1933 : La S.G.A. disparaissant, René Leduc utilise ses indemnités de licenciement pour prendre une année sabbatique et étudier un concept qui lui tient à cœur. C’est ainsi que le 7 juin, il dépose son deuxième brevet, consacré aux tuyères à source chaude et à source froide, sous le titre « procédé de transformation de l’énergie calorifique en énergie cinétique ou potentielle ». Il redécouvre le principe de propulseur imaginé, plus de vingt ans auparavant, par René Lorin, dont il ignorait les travaux. Ce principe, qu’il appelle « Thermopropulsion », sera appelé plus tard « Statoréacteur ».
1934 : En février, n’ayant plus d’argent, il reprend contact avec Louis Breguet, qui le réembauche comme consultant. René Leduc étudie l’aile de l’hydravion quadrimoteur Breguet 730. Mais il peut également poursuivre ses travaux sur les tuyères : des essais sont réalisés sur une tuyère de 30 mm de diamètre.
1936 : En juin, René Leduc parvient à stabiliser la combustion. Il fait constater par les Services techniques officiels du Ministère de l’Air que les résultats (poussée, rendement, etc.) correspondent bien à la théorie. En octobre, la revue La Science et la Vie publie un article exposant les idées de René Leduc sur les possibilités de la tuyère thermopropulsive.
1937 : Les résultats des essais étant jugés prometteurs, le ministre Pierre Cot lui passe un marché (numéro 407/7) pour la réalisation d’un prototype d’avion. René Leduc peut ainsi commencer la construction du premier avion à réaction français, le Leduc 010-01. Mais la construction sera interrompue par la guerre, et il faudra attendre neuf ans pour voir l’avion sortir d’usine et trois de plus pour le voir réaliser la première mondiale d’un vol d’avion à statoréacteur.
1938 : Au salon de l’aéronautique, il expose une maquette avec une pancarte disant : « Avion devant voler à 1 000 km/h à une puissance de 10 000 ch et avec un plafond de 25 000 mètres. »

#### Période de l’Occupation (1940-1944)
1940 : En juin, c’est l’exode. La fabrication du prototype n’est pas achevée. La défaite entraîne le repli en zone libre de l’équipe Leduc, soit environ quinze personnes, avec les éléments construits du prototype. Ils se retrouvent dans les ateliers Breguet à Toulouse.
1940-1944 : Les travaux de construction du prototype se poursuivent au ralenti, le plus discrètement possible pour ne pas alerter les autorités allemandes, mais avec l’aide bienveillante des services officiels français. Dans la nuit du 4 au 5 avril 1944, un bombardement par la RAF provoque des dégâts importants des installations de Montaudran, notamment la destruction des ailes du Leduc.

#### Développement des avions Leduc (1944-1957)
1944 : Les travaux de construction du Leduc 010 reprennent normalement à la Libération. L’État éponge les dépenses des quatre années, que Breguet avait couvertes.
1946 : Le 23 septembre, sortie d’usine, à Toulouse. Le 19 novembre, premier vol composite du Leduc 010 sur le dos du Languedoc 31.
1947 : René Leduc reçoit le Prix Henri de Parville pour les travaux qui avaient été l’objet de sa thèse. Création de la SARL René Leduc et fils, installée à Argenteuil, 158 quai de Bezons, en bordure de Seine. Premier vol du Leduc 010 seul, le 21 octobre, après séparation de l’avion porteur, sans allumage du statoréacteur (vol plané).
1948 : Le 17 décembre, il reçoit la Croix de Chevalier de la Légion d'honneur.
1949 : Enfin, le 21 avril, le prototype Leduc 010, piloté par Jean Gonord, réalise son premier vol propulsé dans le ciel de Toulouse. C’est le premier vol au monde d’un avion à statoréacteur. Le commandant Perrin est aux commandes de l’avion porteur Languedoc et René Leduc est observateur à bord d’un Ju 88.
1949-1956 : Durant toute cette période, l’État finance la construction de prototypes toujours plus puissants, ce programme visant à obtenir un intercepteur supersonique à l’horizon 1960 :
- les Leduc 010 (2e exemplaire), Leduc 016, Leduc 021 (2 exemplaires). Ces avions étant propulsés par un statoréacteur seul, devaient être largués depuis un avion porteur, le statoréacteur ne pouvant pas par conception produire la poussée nécessaire au décollage.
- le Leduc 022 (2 exemplaires), équipé d’un combiné turbo-stato lui permettant de décoller par ses propres moyens et d’assurer des missions d’interception.

1954 : le 1er avril, il prononce une conférence à l’Aéro-Club de France. Il y fait une prédiction, « Dans vingt ans, des passagers traverseront l’Atlantique à Mach 2 ! », qui se réalisera effectivement avec le Concorde en 1973. Le 11 octobre, il a un échange avec Eugène Farnier sur l’existence et l’origine des soucoupes volantes .
1955 : Au salon du Bourget, les deux Leduc 021 (01 et 02) sont exposés, montés sur des Languedoc. Le samedi 18 juin, une démonstration en vol de l’un d’eux, avec largage à 2000 mètres d’altitude et allumage de la tuyère, avec Jean Sarrail aux commandes, constitue le clou du salon. Une deuxième présentation en vol, prévue le lendemain 19 juin avec Yvan Littolf aux commandes, est annulée en raison d’un plafond trop bas.
1957 : Après un premier vol du Leduc 022-01 le 26 décembre 1956, l’année est essentiellement consacrée aux essais. Le premier allumage tuyère a lieu le 1er juin, sans pour autant constituer la première mondiale, car c’est le Griffon qui a réalisé le premier un vol combiné turbo-stato deux mois auparavant (6 avril 1957, Istres). La mise au point du Leduc 022 rencontre de nombreuses difficultés : notamment, tout en atteignant la vitesse du son, il ne peut la dépasser en raison d’une étude aérodynamique imparfaite (non-respect de la loi des aires). Le 23 décembre, un incendie de tuyère se produit lors d’un essai de roulement.
1958 : Endommagé, l’avion est réparé en quelques semaines par échange de la chambre de combustion. Mais le couperet tombe : l’État, face à des difficultés budgétaires liées à la guerre d’Algérie, renonce à disperser ses efforts dans trop de directions à la fois et met fin à plusieurs programmes d’avions expérimentaux (Leduc, Trident, Gerfaut et Durandal). Notification écrite de la résiliation du contrat est faite à Leduc le 15 février. L’État décide de commander, pour la Marine, l’Étendard IV, et pour l’armée de l’Air, le Mirage III, conçus par Dassault, et de poursuivre les essais du Griffon de Nord-Aviation.

#### Dernière période (1958-1968)
L’annulation des contrats oblige René Leduc à se replier sur l’activité d’équipementier. Il transfère son entreprise, rebaptisée HYDRO LEDUC, à Azerailles en Meurthe-et-Moselle, où elle est encore basée à ce jour avec plus de 200 salariés.
1968 : le 9 mars, René Leduc meurt chez lui, à Istres (Bouches-du-Rhône).

## Reconnaissance posthume
En 2003, René Leduc est désigné comme « l’une des 100 premières personnalités de toute l’histoire de l’aérospatial ». Cette reconnaissance est accordée à l’occasion du centenaire du premier vol des frères Wright par l’American Institute of Aeronautics and Astronautics (AIAA), l’International Council of the Aeronautical Sciences (organisme coiffant 32 sociétés aérospatiales dans le monde entier) et la revue spécialisée Aviation Week, sur la base d’un vote mondial. René Leduc fait partie des trois premières personnalités dans la catégorie « Ingénieurs ».
Une rue d'Argenteuil, ville où son usine était située porte son nom.
Une rue d’Étiolles porte son nom, la rue René-Leduc.
Sur la base aérienne 125 d'Istres, un tronçon de voie de chemin de fer sur lequel étaient effectués des essais au sol de la tuyère thermopropulsive Leduc, a été nommé « Voie Leduc ».
À Azerailles (Meurthe-et-Moselle), la voie où se trouve la société Hydro Leduc a été nommée allée René Leduc.

## Les brevets de René Leduc
René Leduc a déposé quarante brevets, dont la liste complète figure dans le livre de Jean Lacroze et Philippe Ricco, René Leduc : Pionnier de la propulsion à réaction. Deux brevets sont relatifs à deux modes de propulsion majeurs, les autres portent sur des équipements et accessoires.

### Brevets relatifs aux modes de propulsion
René Leduc a été précurseur en décrivant deux modes de propulsion :
- pulsoréacteur : Propulseur à réactions intermittentes (brevet no 705 648 du 4 février 1930). C’est l’idée que les Allemands développeront et appliqueront comme mode de propulsion de leurs bombes volantes V1 lancées contre Londres en 1944. Son nom actuel est pulsoréacteur ;
- statoréacteur : Procédé de transformation de l’énergie calorifique en énergie cinétique ou potentielle (brevet no 770 326 du 7 juin 1933 et ses additifs). Il s’agit de ce que René Leduc appelait « tuyère thermopropulsive » et appliqua sur ses avions. Son nom actuel est « statoréacteur ».

### Brevets pour équipements et accessoires
Lors des études et du développement de ses prototypes, René Leduc a dû concevoir lui-même toute une série d’équipements et accessoires particulièrement innovants, l’industrie française ne sachant pas satisfaire à ses cahiers des charges. Certains ont transformé les techniques de construction aéronautique et ont été exploités sur de nombreux autres appareils. Mentionnons-en quelques-uns :
- turbine à gaz, destinée à alimenter les servitudes de l’avion ;
- servocommandes hydrauliques, les premières au monde ;
- système d’arrimage tripode avec mesure d’efforts, pour l’accrochage sur avion porteur et largage en vol ;
- cabine éjectable pressurisée, comme solution pour le sauvetage des équipages sur avions rapides et en altitude ;
- pompe à débit de carburant ;
- prisme pour visibilité vers l’avant ;
- diffuseur poreux d’entrée de tuyère pour absorber la couche limite ;
- ailes fraisées dans la masse ;
- distribution iso-richesse.